# Kemi Omololu-Olunloyo
Kemi Omololu-Olunloyo (tên khai sinh là Olukemi Omololu-Olunloyo; sinh ngày 6 tháng 8 năm 1964) là tên của một nhà báo, nhà hoạt động chống bạo lực súng ống người Nigeria. Trước đây được biết đến với tên Snitchlady.

## Lí lịch
Omololu-Olunloyo là con thứ 2 trong 10 người con của cựu thống đốc bang Oyo Victor Omololu Olunloyo. Bà đã sống 10 năm ở Nigeria, 30 năm ở Mỹ rồi 5 năm ở Canada và sau đó bị trục xuất về Nigeria do visa của bà hết hạn mà không gia hạn.

## Sự nghiệp
Bà là một nhà báo/phóng viên và thảo luận về chủ đề khủng bố và sức khỏe trên CNN, CBC News, Rupty, CTV News, BBC, Nigerian Television Authority và Fox News. Năm 2010, bà phục vụ trong hội đồng cố vấn ban lãnh đạo của bệnh viện đa khoa Kingston ở Kingston, Ontario, Canada.
Ngoài ra, bà còn làm nhà báo về mục âm nhạc của tờ báo Nigerian Tribune.
Khi ở Canada, bà hoạt động chống việc bạo lực súng ống. Ở Nigeria, bà cũng dùng phương tiện truyền thông để cảnh báo việc tỷ lệ nam giới làm nghề mại dâm tăng lên. Năm 2014, bà công bố tên và ảnh của những người đàn ông làm nghề mại dâm hoặc phơi bày thân thể trên phương tiện truyền thông đại chúng.

## Bị trục xuất
Tháng 8 năm 2012, bà bị cảnh sát bắt ở căn hộ riêng tại Toronto, Canada và giam tại nhà tù nữ Vanier ở Milton, Ontario trong 7 ngày rồi bị trục xuất về Nigeria.